# Arbeitnehmersparzulage
Die Arbeitnehmersparzulage (ANSpZ) ist in Deutschland eine staatlich gewährte Geldzulage zur Förderung der Vermögensbildung der Arbeitnehmer. Sie ist eine staatliche Subvention für vermögenswirksame Leistungen (VL), also Geldleistungen, die der Arbeitgeber für den Arbeitnehmer anlegt.

## Rechtsgrundlage
Die rechtlichen Grundlagen der Arbeitnehmersparzulage finden sich im Fünften Vermögensbildungsgesetz (5. VermBG) und in der Verordnung zur Durchführung des Fünften Vermögensbildungsgesetzes (VermBDV).
Folgende Anlageformen sind für die vermögenswirksamen Leistungen zulässig:
- betriebliche Sparformen wie Aktienfonds oder Mitarbeiter-Kapitalbeteiligung
- Bausparvertrag
- Darlehenstilgung bei selbstgenutzter Immobilie
- Lebensversicherung (nicht durch Arbeitnehmersparzulage gefördert)
- offene Investmentfonds
- Banksparplan (nicht durch Arbeitnehmersparzulage gefördert)
- Geschäftsguthaben an eingetragenen Genossenschaften (eG)

## Anspruch auf Arbeitnehmersparzulage
|           | Arbeitnehmersparzulage | Arbeitnehmersparzulage |
|           | Alleinstehende         | Zusammenveranlagung    |
| --------- | ---------------------- | ---------------------- |
| 1990–1998 | 27.000 DM              | 54.000 DM              |
| 1999–2001 | 35.000 DM              | 70.000 DM              |
| 2002–2023 | 17.900 EUR             | 35.800 EUR             |
| seit 2024 | 40.000 EUR             | 80.000 EUR             |

Ein Arbeitnehmer hat Anspruch auf Arbeitnehmersparzulage, wenn sein zu versteuerndes Einkommen die folgenden Beträge nicht überschreitet:
- 40.000 Euro[2] bei Alleinstehenden
- 80.000 Euro bei Zusammenveranlagung

und die vermögenswirksamen Leistungen für wohnungswirtschaftliche Zwecke (beispielsweise Bausparverträge) verwendet werden.
Für andere Anlageformen gelten seit 1. Januar 2024 vereinheitlicht die obigen Einkommensgrenzen, zuvor waren diese 20.000 EUR bei Alleinstehenden und 40.000 EUR bei Zusammenveranlagung.
Maßgeblich ist das zu versteuernde Einkommen in dem Kalenderjahr, in dem die vermögenswirksamen Leistungen angelegt worden sind.
Der Anspruch auf Arbeitnehmersparzulage entsteht mit Ablauf des Kalenderjahrs, in dem die vermögenswirksamen Leistungen angelegt worden sind.
Die Arbeitnehmersparzulage wird aber erst zur Auszahlung fällig
- mit Ablauf der für die jeweilige Anlageform vorgeschriebenen Sperrfrist,
- mit Ablauf der im Wohnungsbau-Prämiengesetz oder in der Verordnung zur Durchführung des Wohnungsbau-Prämiengesetzes genannten Sperr- und Rückzahlungsfristen,
- mit Zuteilung des Bausparvertrags oder
- in Fällen unschädlicher Verfügung.

Bei der Berechnung des zu versteuernden Einkommens sind Kinderfreibeträge gemäß § 32 Abs. 6 EStG vom Einkommen abzuziehen. Das sind im Kalenderjahr 2024 pro Kind 9312 Euro.
Die Auszahlung der Arbeitnehmersparzulage setzt eine sechs- bzw. siebenjährige Bindungsdauer voraus. Das heißt jedoch nicht, dass über die gesamte Laufzeit Einzahlungen erfolgen müssen.

### Pflichten des Arbeitgebers
Der Arbeitgeber hat auf schriftliches Verlangen des Arbeitnehmers einen Vertrag über die vermögenswirksame Anlage von Teilen des Arbeitslohns abzuschließen. Vermögenswirksame Leistungen werden nur dann gefördert, wenn der Arbeitnehmer die Art der vermögenswirksamen Anlage und das Unternehmen oder Institut, bei dem sie erfolgen soll, frei wählen kann.
In vielen Branchen bestehen Tarifverträge über vermögenswirksame Leistungen. In diesen Verträgen ist geregelt, dass der Arbeitgeber die vermögenswirksamen Leistungen ganz oder teilweise trägt, sofern der Mitarbeiter einen entsprechenden Vertrag abschließt. Diese Leistungen werden vom Arbeitgeber unabhängig vom Anspruch des Arbeitnehmers auf die Arbeitnehmersparzulage (also auch an Mitarbeiter über den Einkommensgrenzen) gezahlt.

### Pflichten des Arbeitnehmers
Der Antrag auf Arbeitnehmer-Sparzulage muss spätestens bis zum Ende des vierten Jahres nach dem Sparjahr gestellt werden.
Diese Antragsfrist galt erstmals für vermögenswirksame Leistungen, die ab 2007 angelegt wurden; vorher hatte eine zweijährige Ausschlussfrist gegolten.

## Höhe der Arbeitnehmersparzulage
Die Arbeitnehmersparzulage beträgt gem. § 13 (2) 5. VermBG
- 20 Prozent der folgenden vermögenswirksamen Leistungen. Die vermögenswirksamen Leistungen sind auf maximal 400 € jährlich beschränkt
  - Sparbeiträge des Arbeitnehmers aufgrund eines Sparvertrags über Wertpapiere oder andere Vermögensbeteiligungen
  - Aufwendungen des Arbeitnehmers aufgrund eines Wertpapier-Kaufvertrags
  - Aufwendungen des Arbeitnehmers aufgrund eines Beteiligungs-Vertrags (§ 6) oder eines Beteiligungs-Kaufvertrags
- 9 Prozent der folgenden vermögenswirksamen Leistungen, auf maximal 470 € jährlich beschränkt
  - Aufwendungen des Arbeitnehmers zum Bau, zum Erwerb, zum Ausbau oder zur Erweiterung eines im Inland gelegenen Wohngebäudes oder einer im Inland gelegenen Eigentumswohnung, zum Erwerb eines im Inland gelegenen Grundstücks zum Zwecke des Wohnungsbaus u. a.

Die beiden Zulagen (20 % und 9 %) können nebeneinander in Anspruch genommen werden. Insgesamt können also vermögenswirksame Leistungen bis 870 Euro jährlich mit der Arbeitnehmer-Sparzulage begünstigt sein.

## Steuer- und sozialversicherungsrechtliche Behandlung
Die Arbeitnehmersparzulage gehört weder zu den Einkünften im Sinne des Einkommensteuergesetzes noch zum Einkommen (Arbeitsentgelt) im Sinne der Sozialversicherung und des Dritten Buches Sozialgesetzbuch.
Die Arbeitnehmersparzulage wird auf Antrag durch das für die Besteuerung des Arbeitnehmers nach dem Einkommen zuständige Finanzamt festgesetzt. Die Festsetzung der Arbeitnehmersparzulage ist regelmäßig mit der Einkommensteuererklärung zu beantragen, kann jedoch auch gesondert beantragt werden. Die festzusetzende Arbeitnehmersparzulage ist auf den nächsten vollen Euro-Betrag aufzurunden. Der Arbeitnehmer hat die vermögenswirksamen Leistungen durch eine Bescheinigung des Anlageinstituts nachzuweisen.
Für ab dem 1. Januar 2017 angelegte vermögenswirksame Leistungen darf die Bescheinigung durch das Anlageinstitut nur noch elektronisch erfolgen (§ 13 Abs. 1 des 5. VermBG, BMF-Schreiben vom 16. Dezember 2016).
Die Verwaltung der Arbeitnehmersparzulage obliegt den Finanzämtern. Die Arbeitnehmer-Sparzulage wird aus den Einnahmen an Lohnsteuer gezahlt.

## Zentralstelle für Arbeitnehmer-Sparzulage und Wohnungsbauprämie
Bei der Zentralstelle für Arbeitnehmer-Sparzulage und Wohnungsbauprämie (ZANS) beim Technischen Finanzamt Berlin werden im Rahmen des gleichnamigen KONSENS-Projektes für alle Bundesländer die Meldungen der Institute über un-/ teil-/ und vollschädliche Verfügungen über die Verträge zur Arbeitnehmer-Sparzulage verwaltet. Durch den Datenaustausch mit den Instituten und den 16 Bundesländern wird monatlich sichergestellt, dass die termingerechte Auszahlung der Arbeitnehmer-Sparzulage erfolgt.
Rechtsauskünfte und Fragen zur individuellen Auszahlung der Sparzulage und der Wohnungsbauprämie kann das zuständige Finanzamt, das die Sparzulage festgesetzt hat, oder ein Fachanwalt für Steuerrecht beantworten.
Die Arbeitnehmersparzulage und Wohnungsbauprämie kann nicht für denselben Geldfluss beantragt werden. Vermögenswirksame Leistungen, für die keine Arbeitnehmersparzulage gewährt wird, können unter den Voraussetzungen des Wohnungsbau-Prämiengesetzes (WoPG 1996) als prämienberechtigt gelten. Die Wohnungsbauprämie ist eine von der Arbeitnehmer-Sparzulage und dem 5. VermBG unabhängige Förderung, die die wohnungswirtschaftliche Nutzung von Geldern subventioniert.

## Staatliche Aufwendungen
| Jahr | Steuermindereinnahmen in Mio. € |
| ---- | ------------------------------- |
| 2002 | 193                             |
| 2003 | 156                             |
| 2004 | 186                             |
| 2005 | 390                             |
| 2006 | 280                             |
| 2007 | 187                             |
| 2008 | 146                             |
| 2009 | 126                             |
| 2010 | 132                             |
| 2011 | 153                             |
| 2012 | 160                             |
| 2013 | 135                             |
| 2014 | 113                             |
| 2015 | 100 (geschätzt)                 |
| 2016 | 100 (geschätzt)                 |
| 2017 | 80 (geschätzt)                  |
| 2018 | 80 (geschätzt)                  |
| 2019 | 74                              |
| 2020 | 71                              |
| 2021 | 44                              |
| 2022 | 39                              |

Die Aufwendungen tragen zu gleichen Teilen (42,5 %) der Bund und die Länder sowie zu 15 % die jeweiligen Gemeinden.